# Maurice Duruflé
Maurice Duruflé (Louviers, 11 de Janeiro de 1902 – Paris, 16 de Junho de 1986) foi um compositor, pedagogo e organista francês.

## Biografia
Duruflé nasceu em Louviers, Haute-Normandie, França. Em 1912 ele tornou-se corista no Coral da Catedral de Rouen, onde estudou piano e órgão com Jules Haelling. Aos dezessete anos ele mudou-se para Paris, para ter aulas particulares de órgão com Charles Tournemire. Em 1920 Duruflé ingressou no Conservatório de Paris, ganhando alguns prêmios por suas interpretaões, harmonia, piano e composição.
Em 1927, ele foi nomeado assistente de Louis Vierne em Notre-Dame. Duruflé tornou-se organista titular do St. Étienne-du-Mont em Paris em 1929, uma posição que ocupou por toda sua vida. Em 1939,  ele executou a estréia mundial do Concerto para Órgão de Francis Poulenc.  Em 1943 ele tornou-se professor de harmonia no Conservatório de Paris, onde ele trabalhou até 1970. E 1947, Duruflé escreveu a sua peça mais famosa: Requiem op.9, para solistas, coral, órgão e orquestra. Em 1953 ele casou-se com Marie-Madeleine (após seu casamento com Lucette Bousquet ter terminado em 1947). O casal tornou-se a dupla de organistas mais famosos de todos os tempos.

## Composições

### Órgão
- Scherzo op. 2 (1926)
- Prélude, Adagio et Choral varié sur le theme du 'Veni Creator' op. 4 (1930)
- Suite op. 5 (1932):
  - Prélude
  - Sicilienne
  - Toccata
- Prélude et Fugue sur le nom d'Alain op. 7 (1942)
- Prélude sur l'Introït de l'Epiphanie op. 13 (1961)
- Fugue sur ClocheCathedraleSoissons.ogg le carillon des heures (help·info) de la Cathédrale de Soissons op. 12 (1962)
- Méditation op. posth. (1964)
- Lecture à vue (unpublished)
- Fugue (unpublished)
- Lux aeterna (unpublished)

### Piano
- Triptyque op. 1: Fantaisie sur des thèmes grégoriens (1927/1943, unpublished)
- Trois Danses op. 6 (1932, piano version by the composer):
  - Divertissement
  - Danse lente
  - Tambourin

### Piano para Quatro Mãos
- Trois Danses op. 6 (1932, transcribed by the composer):
- Divertissement
- Danse lente
- Tambourin

### Trabalhos Orquestraiss
- Trois Danses op. 6 (1932):
  - Divertissement
  - Danse lente
  - Tambourin
- Andante et Scherzo op. 8 (1940)

### Coral
- Requiem op. 9 for soloists, choir, orchestra, and organ (1947)
  - Version with Orchestra (1947)
  - Version with Organ (1948)
  - Version with small Orchestra (1961)
- Quatre Motets sur des Thèmes Grégoriens op. 10 for choir a capella (1960):
  - Ubi caritas et amor
  - Tota pulchra es
  - Tu es Petrus
  - Tantum ergo
- Messe Cum Jubilo op. 11 for baritone solo, male choir, and orchestra (1966):
  - Version with Organ (1967)
  - Version with Orchestra (1970)
  - Version with small Orchestra (1972)
- Notre Père op. 14 for unison male choir and organ (1977)
  - Version for 4-part mixed choir a capella (1978)